# Siège de Thionville (1792)
Pour les articles homonymes, voir Siège de Thionville.
Première Coalition
Batailles
Le siège de Thionville fut mis le 24 août 1792 par une armée coalisée de 20 000  Autrichiens et 16 000 émigrés français commandée par Frédéric Louis de Hohenlohe-Ingelfingen. La ville défendue par Georges Félix de Wimpffen tint tête aux coalisés pendant un mois jusqu'à ce que ces derniers lèvent le siège le 16 octobre.

## Garnison de Thionville
La garnison de Thionville était composée de
- 103e régiment d'infanterie
- Dépôt du 2e régiment d'infanterie
- Dépôt du 6e régiment d'infanterie
- Dépôt du 58e régiment d'infanterie
- Dépôt du 13e régiment de dragons
- Dépôt du 12e régiment de chasseurs à cheval
- Converged Grenadier Battalion
- 1er bataillon de volontaires des Ardennes
- 1er bataillon de volontaires de la Creuse
- 2e bataillon de volontaires de Seine-et-Marne
- 3e bataillon de volontaires de la Moselle
- 4e bataillon de volontaires de la Meurthe
- Artillerie

## Le siège
La Convention nationale déclara par la suite que Thionville avait « bien mérité de la patrie ».
François-René de Chateaubriand participa notamment à cette bataille du côté des émigrés.

## Mémoire
Place et rue de Thionville à Paris